# Dunlop Srixon World Challenge 2015
Das Dunlop Srixon World Challenge 2015 war ein Tennisturnier der ATP Challenger Tour 2015 für Herren und ein Tennisturnier des ITF Women’s Circuit 2015 für Damen in Toyota. Die Turniere fanden zeitgleich vom 23. bis zum 29. November 2015 statt.